# هینترشتودر
هینترشتودر (به آلمانی: Hinterstoder) یک منطقهٔ مسکونی در اتریش است که در ناحیه کورچ‌دروف ان در کرمس واقع شده‌است.

## خصوصیات
هینترشتودر ۱۴۹٫۵ کیلومترمربع مساحت دارد  ۵۹۱ متر بالاتر از سطح دریا واقع شده‌است.